# Baldriga de Buller
La baldriga de Buller (Ardenna bulleri) és un ocell marí de la família dels procel·làrids (Procellariidae) que cria a les illes Poor Knights de Nova Zelanda i es dispersa pel Pacífic.